# Live at Clark University
Albums de Jimi Hendrix
Live at Woodstock
(1999) Morning Symphony Ideas
(2000)
Live at Clark University est un album de Jimi Hendrix sorti en 1999.

## Les titres
1. Jimi Hendrix: Pre-Concert Interview – 20:56
2. Fire – 3:33
3. Red House – 7:09
4. Foxy Lady – 4:31
5. Purple Haze – 5:05
6. Wild Thing – 8:12
7. Noel Redding: Post-Concert Interview – 7:13
8. Mitch Mitchell: Post-Concert Interview – 8:58
9. Jimi Hendrix: Post-Concert Interview – 4:54

## Une soirée avec le Jimi Hendrix Experience
Le second volume publié par Dagger Records en 1999 est consacré au second concert donné par The Jimi Hendrix Experience le 15 mars 1968.
Le concept est plutôt original : l'album s'ouvre sur une interview de Hendrix avant le concert (20 minutes) et se termine par une interview de chacun des trois membres du groupe (pour plus de 20 minutes).
Reste ainsi un peu moins d'une demi-heure de concert. Pour les non-anglophones, le concept pourrait sembler sans intérêt si les 5 titres présentés ici n'étaient pas de premier ordre. Il faut noter l'excellente qualité audio de ce qui est supposé être un pirate officiel, car c'est un enregistrement soundboard et qui nous est présenté.

## Les musiciens
- Jimi Hendrix : guitare, chant
- Noel Redding : basse, seconde voix
- Mitch Mitchell : batterie